# Podbohonniki
Podbohonniki, Podbohoniki, Podbogoniki (biał. Падбагонікі; ros. Подбагоники) – wieś na Białorusi, w obwodzie grodzieńskim, w rejonie brzostowickim, w sielsowiecie Olekszyce.
W dwudziestoleciu międzywojennym wieś leżała w Polsce, w województwie białostockim, w powiecie grodzieńskim, w gminie Brzostowica Mała.
Według Powszechnego Spisu Ludności z 1921 roku zamieszkiwało tu 218 osób, 1 była wyznania rzymskokatolickiego, 193 prawosławnego a 24 mojżeszowego. 61 mieszkańców zadeklarowało polską przynależność narodową, 150 białoruską a 5 żydowską. Było tu 32 budynki mieszkalne.